# Tuğba Ekinci
Tuğba Ekinci (Kars, 9 de juny de 1977) és una cantant de pop turca. Va esdevenir famosa amb les seves cançons "O Şimdi Asker" (Ara ell és un soldat) i Kondom (preservatiu), en la qual feia una campanya de conscienciació de control de la natalitat. Ha estat al centre de diversos escàndols, en una ocasió ha hagut d'anar a la policia per a declarar, per la queixa dels veïns a conseqüència de l'elevat volum de la música a casa seva, pujar a l'escenari -sense estar convidada a fer-ho- durant la nit de distribució dels premis "Altın Kelebek" (Papallona d'Or, de l'annex de magazin Kelebek, del diari Hürriyet) i sorprendre al cantant Tarkan (amb una pregunta de per què no feia una escola amb els seus diners), actuar a l'escenari en roba interior, sortir d'un restaurant sense pagar el consum o pels seus missatges de Twitter.